# Agatharied
Agatharied Hausham legészakibb városrésze. Itt található a Miesbach járás járási kórháza.